# Grecii din România

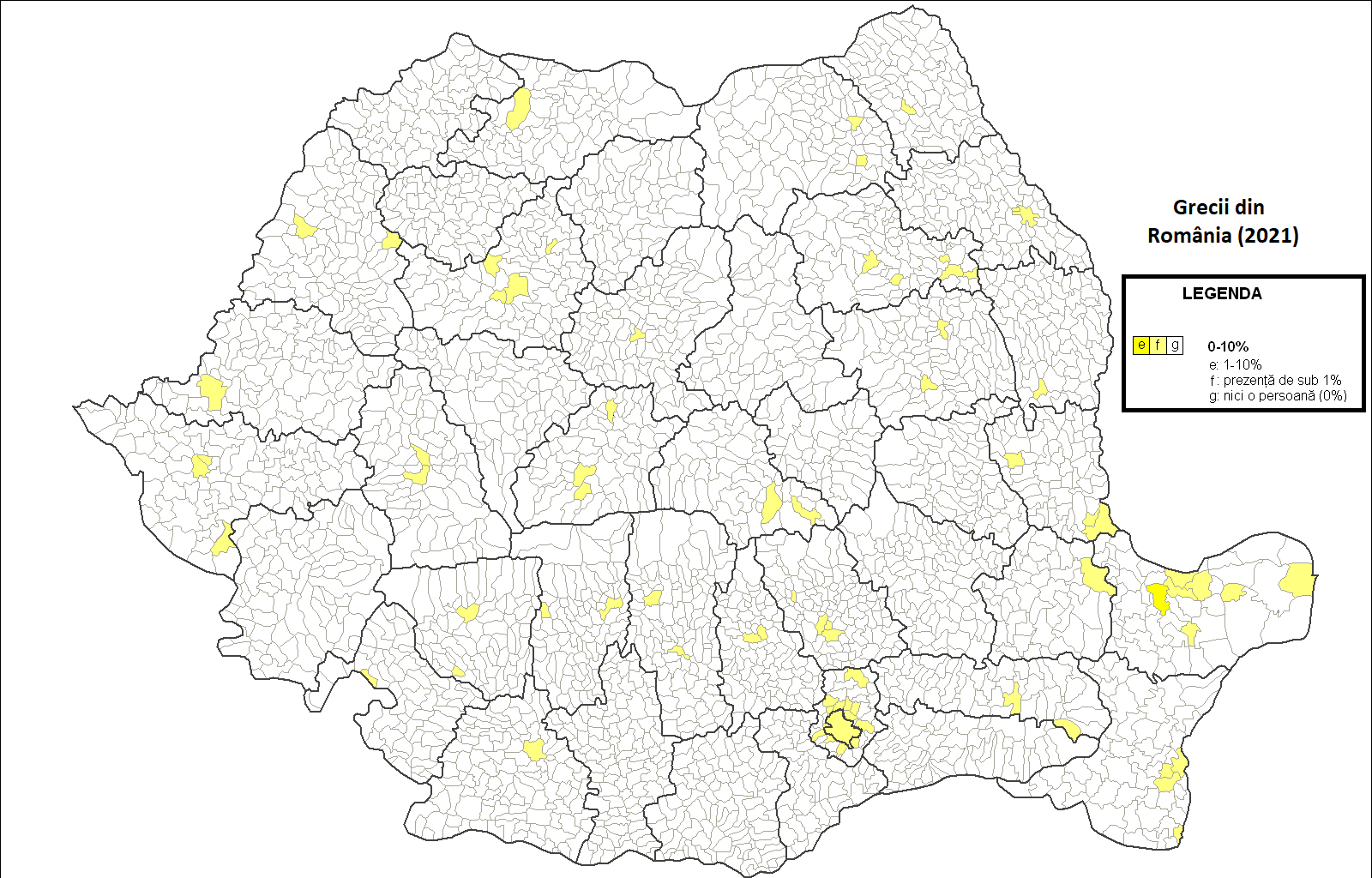
Grecii din România (2021)

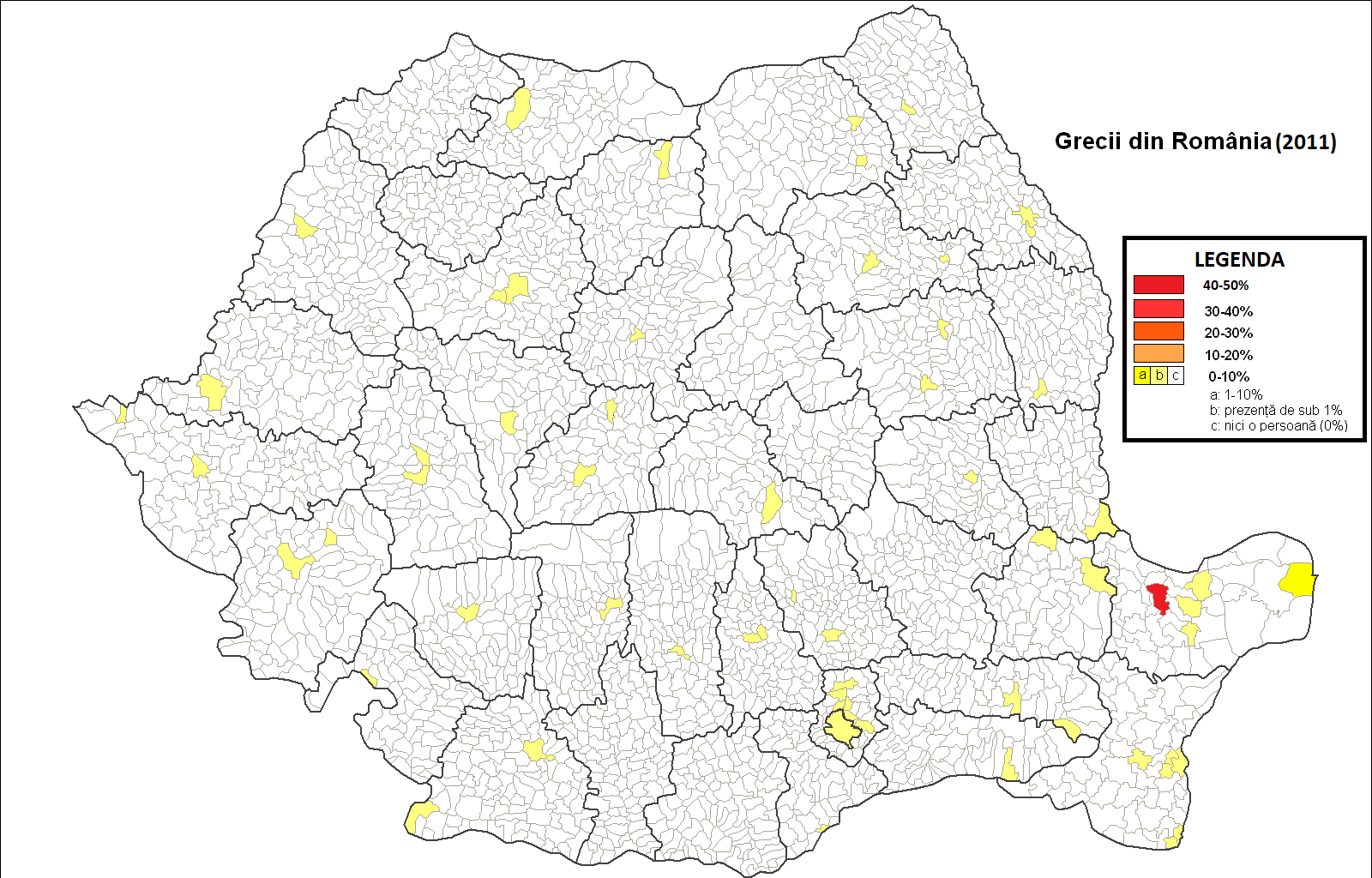
Grecii din România (2011)

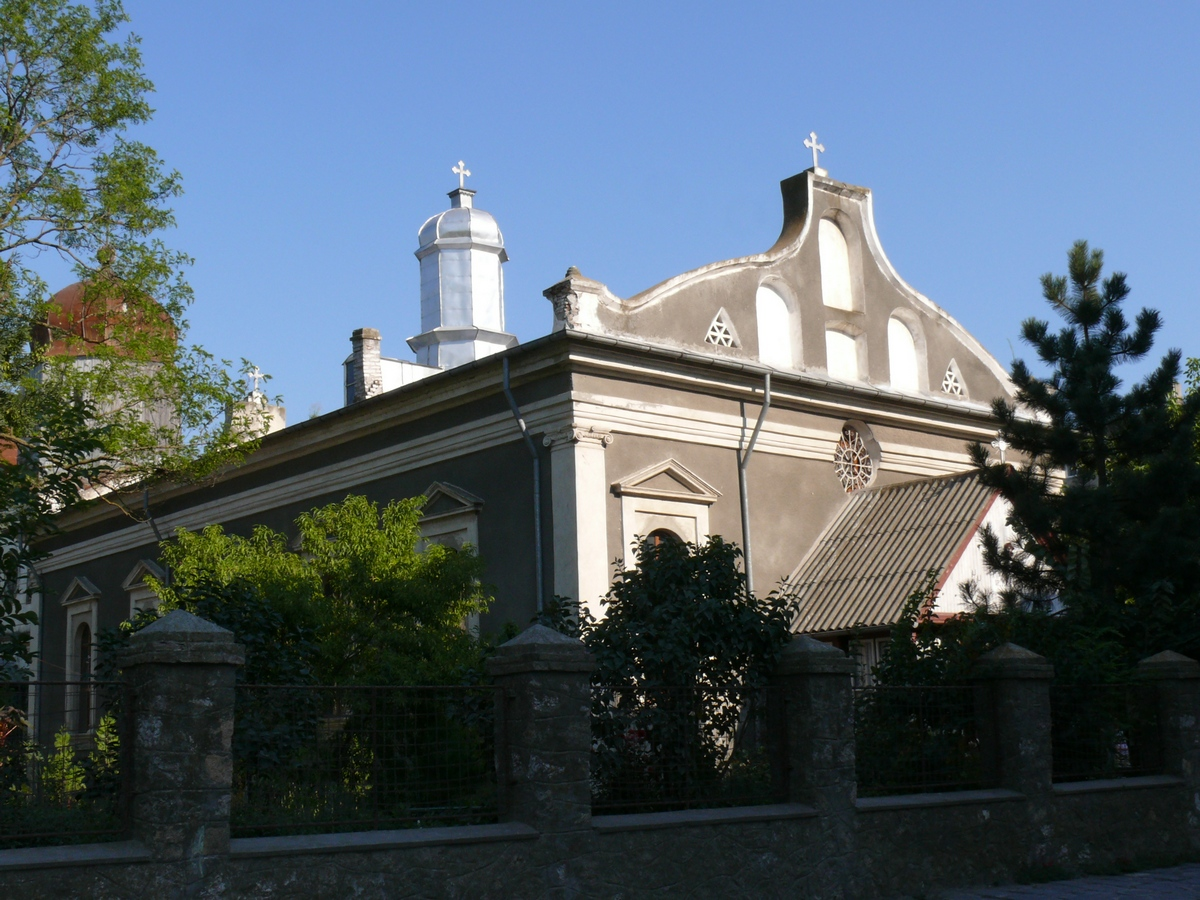
Biserica Greacă din Sulina

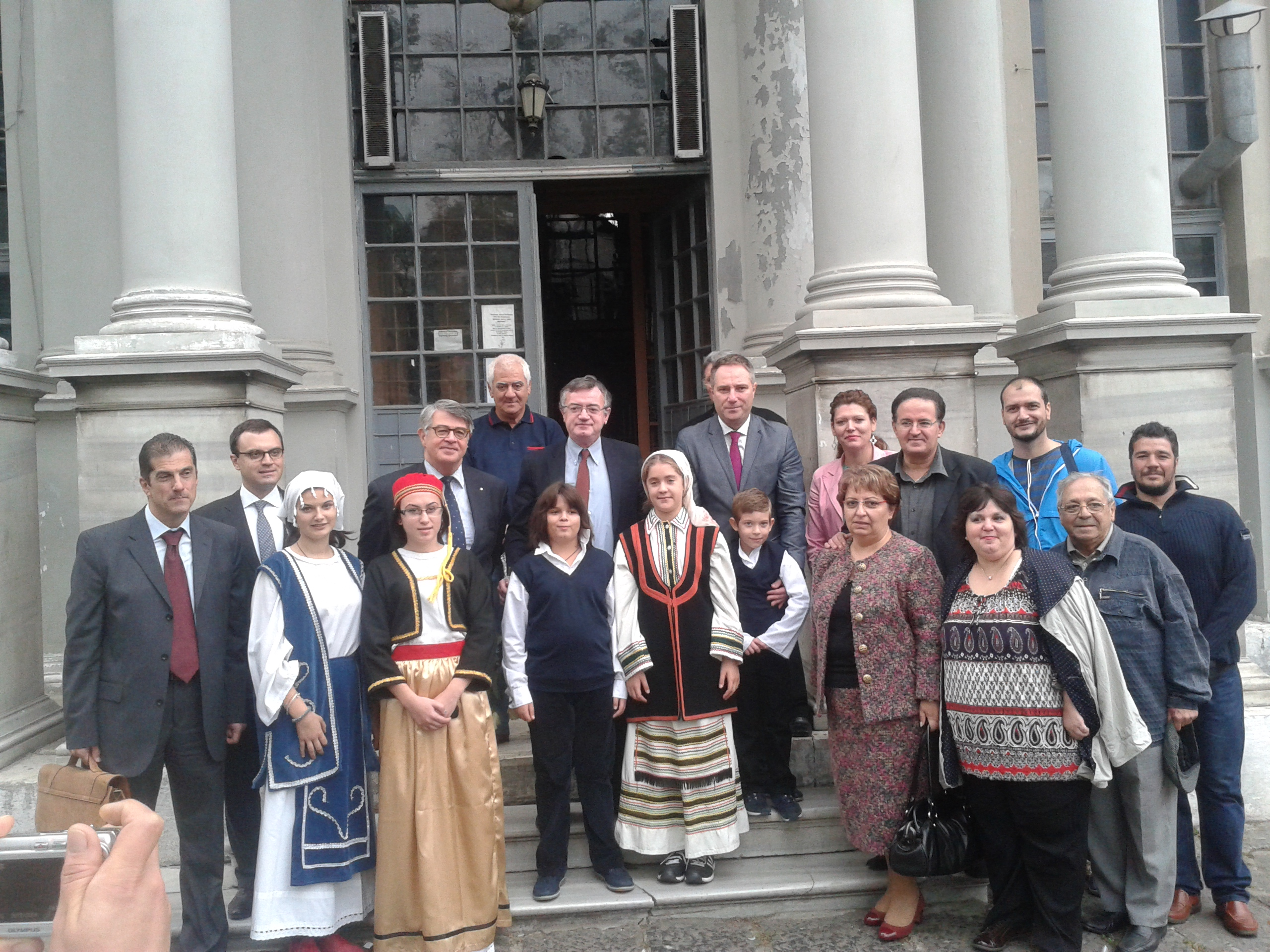
Întâlnirea viceministrului de externe fr cu comunitatea elenă din Brăila, 2014

Comunitatea greacă (elenă) din România era formată, conform recensământului populației din 2011, din 3.668 de persoane, reprezentând 0,02% din întreaga populație a țării. 

## Principalele așezări
Cei mai mulți greci din România trăiesc în județul Constanța, județul Brăila și județul Tulcea. Comuna Izvoarele (în greacă Ιζβοάρελε) și orașul Sulina (în greacă Σουλινάς) din județul Tulcea au cele mai mari ponderi de locuitori greci din întreaga țară (43,82% din populația comunei Izvoarele). 

### Evoluția demografică
Recensământul din 1992 dădea cifra de 19.594 greci trăitori în România.
La recensământul din 2002 au fost înregistrați în România 6.513 de greci, cei mai mulți din ei în București, urmat de județele Constanța, Brăila și Galați. Localitățile cu cea mai mare pondere de greci erau în județul Tulcea: comuna Izvoarele (1.166 de persoane, cu o pondere de 30,05%) și orașul Sulina (1,34%). În toate celelalte orașe și comune din România grecii dețineau o proporție de sub 1%.

## Reprezentare politică
Uniunea Elenilor din România, fondată în 1990, reprezintă interesele comunității grecești din România, dintre membrii ei fiind desemnat reprezentantul minorității naționale elene în Camera Deputaților a României.